# Cannavà
Cannavà è un cognome di lingua italiana.

## Varianti
Cannavale.

## Origine e diffusione
Cognome tipicamente meridionale, è presente prevalentemente in Calabria e Sicilia.
Potrebbe derivare da un toponimo calabrese. Potrebbe presentare affinità col cognome Carnevale.
La variante Cannavale copre il medesimo areale.